# Skinnerella
Skinnerella es un género de foraminífero bentónico normalmente considerado un subgénero de Parafusulina, es decir, Parafusulina (Skinnerella) de la subfamilia Schwagerininae, de la familia Schwagerinidae, de la superfamilia Fusulinoidea, del suborden Fusulinina y del orden Fusulinida. Su especie tipo es Parafusulina schucherti. Su rango cronoestratigráfico abarca desde el Boloriense hasta el Kubergandiense (Kunguriense, Pérmico inferior).

## Discusión
Clasificaciones más recientes incluyen Skinnerella en la superfamilia Schwagerinoidea, y en la subclase Fusulinana de la clase Fusulinata.

## Clasificación
Se han descrito numerosas especies de Skinnerella. Entre las especies más interesantes o más conocidas destacan:
- Skinnerella gruperaensis †, también considerado como Parafusulina (Skinnerella) gruperaensis †
- Skinnerella schucherti †, también considerado como Parafusulina (Skinnerella) schucherti †
- Skinnerella visseri †, también considerado como Parafusulina (Skinnerella) visseri †

Un listado completo de las especies descritas en el género Skinnerella puede verse en el siguiente anexo.